# Rossi Ferenc
Rossi Ferenc (1941. szeptember 14. – 2003. Erdőkertes) labdarúgó, balszélső. Az 1961–62-es kupagyőztesek Európa-kupája elődöntőjéig jutott Újpesti Dózsa csapatának játékosa.

## Pályafutása
1959 nyarán igazolt a Józsefvárosi Szállítókba. 1962-ben a KEK elődöntőig jutott csapat tagja volt. Hét mérkőzésen szerepelt és 1 gólt szerzett. 1969-ben a Budai AC játékosa lett.

## Sikerei, díjai
- Kupagyőztesek Európa-kupája (KEK)
  - elődöntős: 1961–62